# Domenico Della-Maria

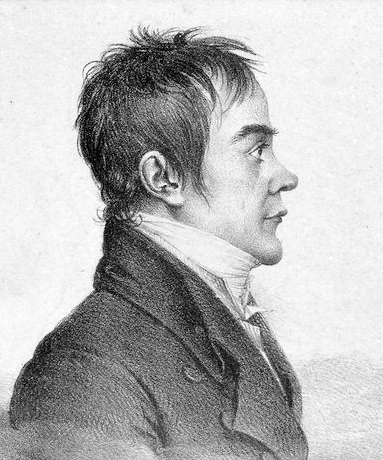
Domenico Della-Maria, litografi av Godefroy Engelmann.

Pierre Antoine Domenico (eller Dominique) Della-Maria, född 14 juni 1769, död 9 mars 1800, var en fransk tonsättare.
Della-Maria tillbringade några år i Italien och var elev till Giovanni Paisiello. Från 1796 var han verksam i Paris, där han 1798 fick sitt stora genombrott med två enaktsoperor, Le prisonnier och L'Opéra-comique. Båda sattes kort därefter upp i Sverige, den förra med den svenska titeln Den unge arrestanten spelades 69 gånger, ett rekord för den tiden.